# Мир у Јафи (1229)
Мир у Јафи закључен је 18. фебрурара 1229. године између немачког цара Фридриха II и ајубидског султана Малик ел Камила. Њиме је окончан Шести крсташки рат. 

## Увод
Фридрих је још 1215. године дао заклетву да ће отићи у крсташки рат, али је њено испуњење непрестано одлагао. Одуговлачење је трајало више година те је разбеснело папу Гргура IX који је екскомуницирао немачког цара. Сам Фридрих је био пријатељ ислама; веома добро га је познавао, поштовао је арапску филозофију, а посебно науку. Са египатским султаном Камилом био је веома добар пријатељ јер је Камил био познат по читавом исламу као човек који је око себе окупљао учене људе. Саладинова држава у том тренутку била је подељена између тројице његових унука. Камил, који је био и главни султан, владао је Египтом, Ел Муазам Дамаском и Јерусалимом, а Ел Ашраф Месопотамијом. Ел Камил и Ел Муазам били су у непријатељству. Муазам је позвао у помоћ турско-монголског освајача Мангубердија. Камил се обратио за помоћ Фридриху. Истовремено је и папство захтевало од Фридриха да поведе поход на Оријент. Цар је сада могао освојити Јерусалим и сачувати пријатељство са Камилом. Први немачки крсташи стигли су у Акру већ почетком 1227. године. Међутим, цар је одлагао свој полазак правдајући се болешћу због чега га је папа Гргур поново екскомуницирао септембра 1227. године. Фридрих се није обазирао на изопштење него је ипак кренуо на поход јуна 1228. године. Међутим, крајем 1227. године умро је Муазам те Фридрих више није био потребан Камилу. Египатски султан постао је намесник Муазамовом наследнику. Притисак јавног мњења је на Фридриха постао толико јак да више није могао одлагати полазак у рат. Чим је стигао у Акру, Фридрих је Камилу послао амбасадоре који су му објаснили сутиацију. Ни Камил није могао предати Јерусалим без борбе јер би тако против себе подигао читаво муслиманско становништво. Фридрих је предузео војне маневре од Акре до Јафе. Темплари и Хоспиталци нису учествовали у њима јер је цара папа изопштио из цркве, али су се све време налазили у близини, спремни да помогну у случају напада. Фридрихови маневри омогућили су крсташима да загосподаре обалом Средоземља. За то време је папа освајао напуљске поседе немачког цара. Зато је Фридрих поново позвао Камила на преговоре. Они су завршени потписивањем мира у Јафи 21. фебруара 1229. године. 

## Мир
Султан Камил се уговором у Јафи обавезао да хришћанима врати три света града: Јерусалим, Назарет и Витлејем. Сем њих, хришћанима је враћено и господство Торон и део територије господства Сидон. Јерусалимска краљевина је сада, сем своје престонице, обухватала читаву обалу, велики део Галилеје и дугачак копнени појас од Јафе до Јерусалима који је са Лидом, Рамлом и Емаусом употпуњавао ходочаснички пут. Рестаурација некадашње краљевине није била потпуна јер је Камил задржао источну Галилеју, Самарију, део Јудеје и југ Филистеје. Јерусалим је у религијском смислу признат за свети град оба култа. Муслимани су имали право на ходочашће исто какво су хришћани добили 1192. године уговором у Јафи. Фридрих је ипак остварио у Шестом крсташком рату много више него што је Ричард Лавље Срце успео у Трећем. То је постигао не потегавши мача.

## Последице
Уговор у Јафи изазвао је огорчена негодовања у муслиманским круговима. Ни Фридриху се ситуација није много поправила. Темплари нису прихватили уговор у Јафи јер су џамија Ел Акса и Купола на стени и даље остале у муслиманским рукама. Цару је приступ Светом гробу забранио патријарх Геролд. Фридрих је 17. марта 1229. године преузео град из руку Ел Камила. Пошто је патријарх одбио да га крунише, Фридрих је сам ставио краљевску круну себи на главу. Приступио је обнови зидина Светог града. У Дамаску је предузео и чувену посету Саладиновом храму. Дана 1. маја 1229. године напустио је Акру и отпутовао за Италију. Јерусалим ће остати у хришћанским рукама све до 1244. године када га осваја ајубидски султан Ејуб.